# Fulton Street (Brooklyn)

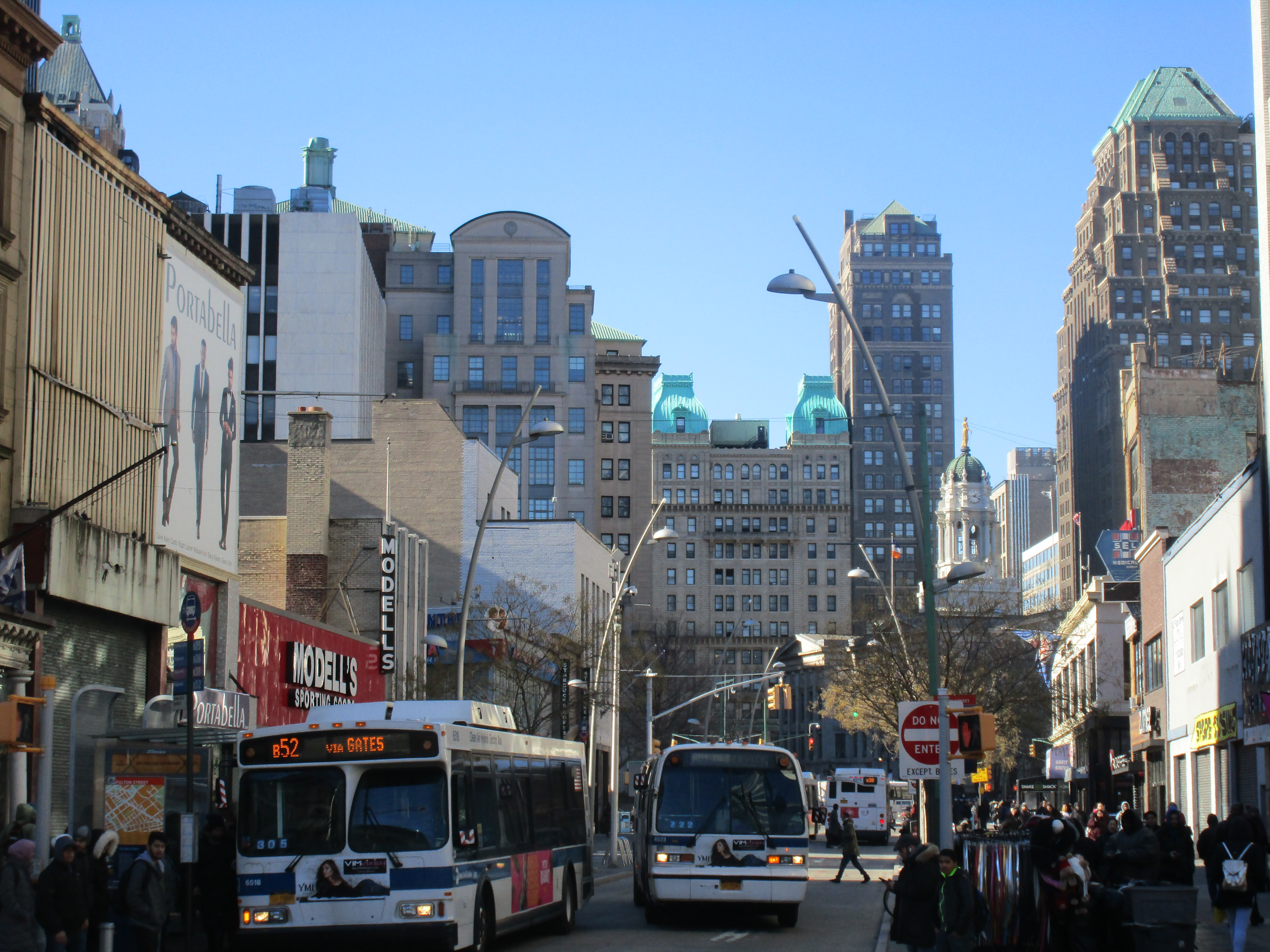
Die Fulton Street Mall

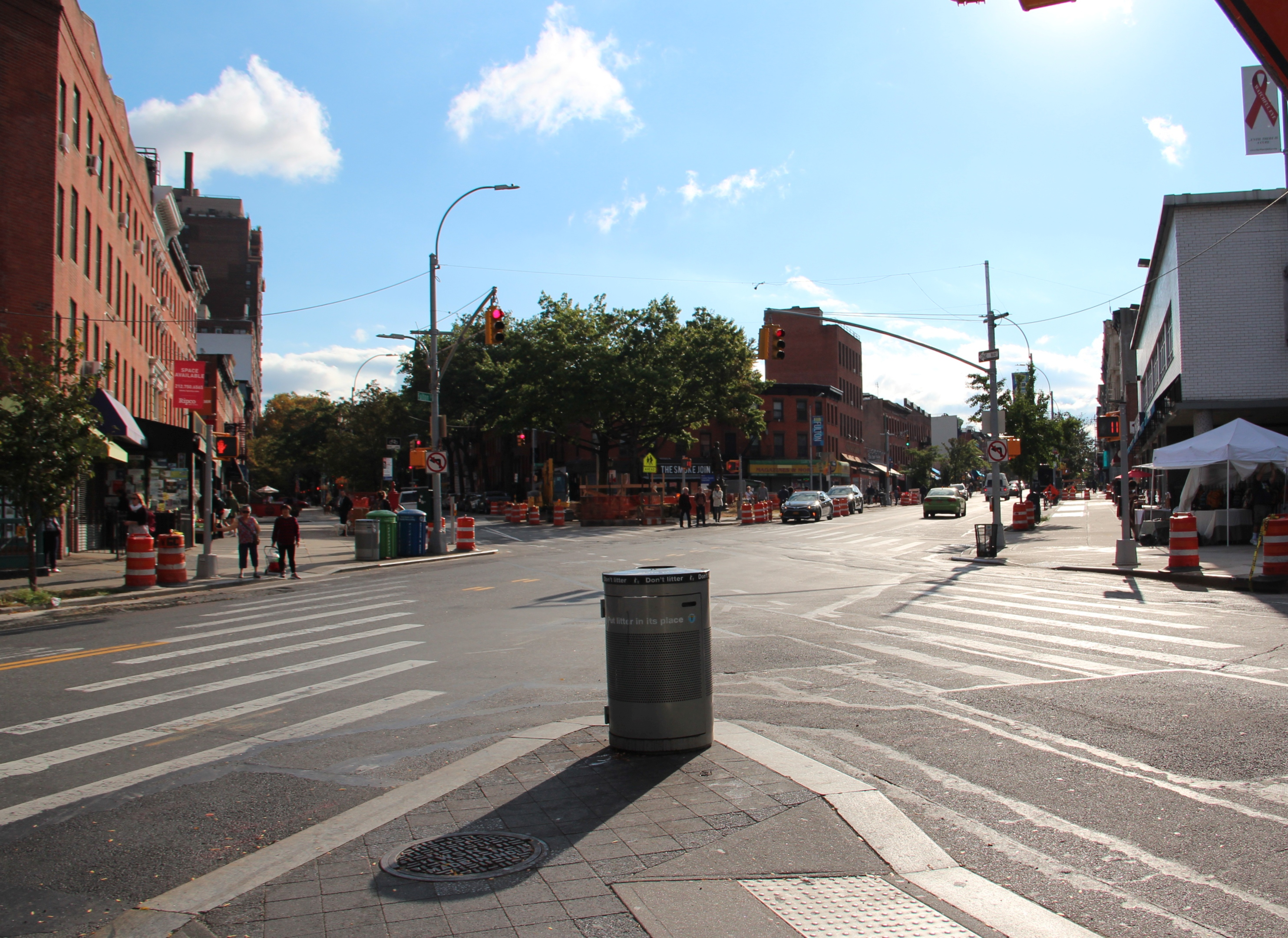
Fowler Square an der Fulton Street

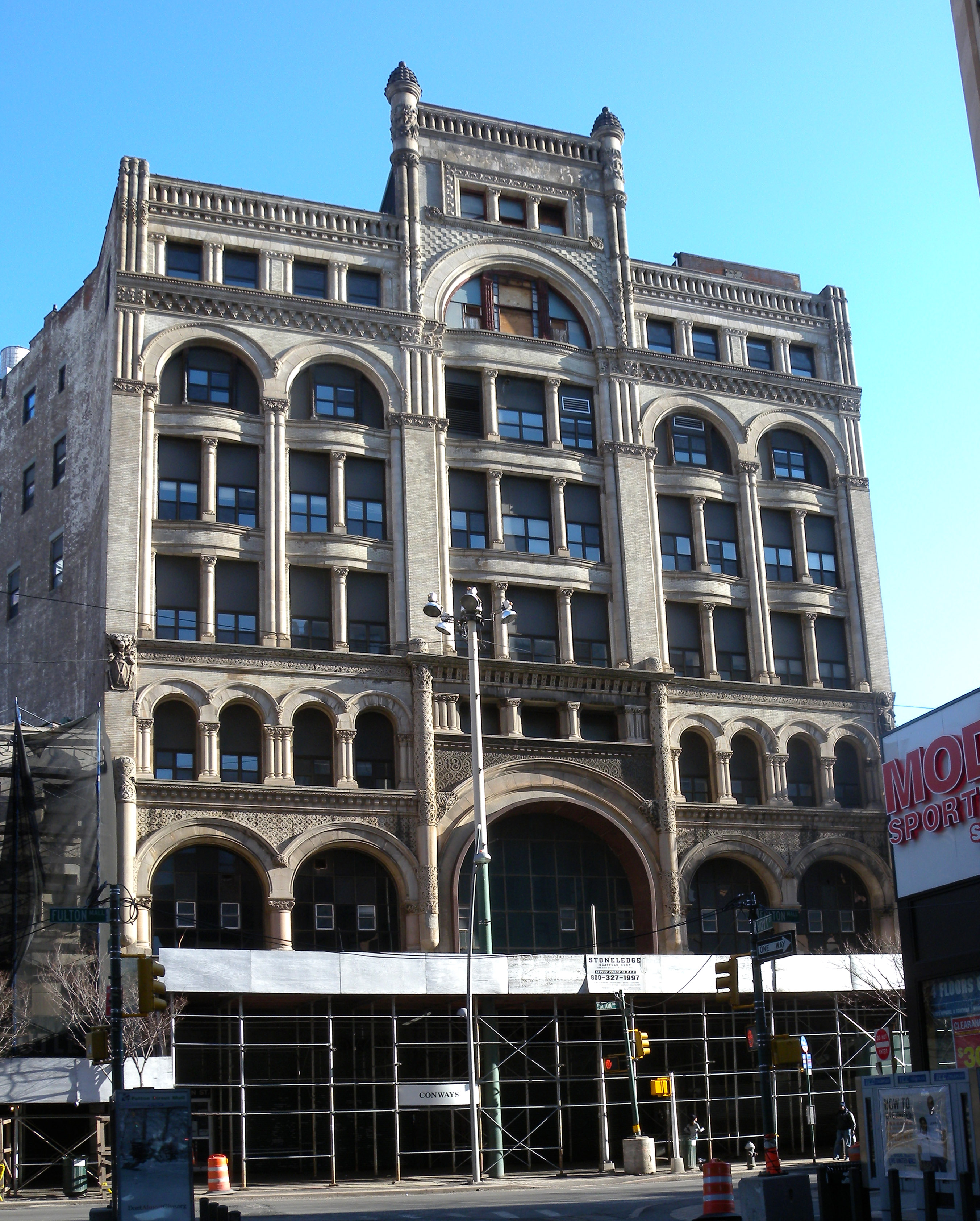
Offerman Building

Die Fulton Street ist ein bedeutender 10,3 km langer Straßenzug in Brooklyn, New York City. Die Straße ist nach dem Ingenieur Robert Fulton benannt, der ab 1814 eine dampfbetriebene Fährverbindung zwischen Manhattan und Brooklyn schuf. Eine gleichnamige Straße in Lower Manhattan führt zum dortigen Fähranleger am East River.

## Lage und Verlauf
Die Fulton Street in Brooklyn begann einst am Fähranleger Fulton Ferry Landing und führte durch den Stadtteil Brooklyn Heights vorbei an der Brooklyn Borough Hall zur Adams Street in Downtown Brooklyn. Dieser Straßenabschnitt wird heute in Brooklyn Heights als „Old Fulton Street“ und in Downtown Brooklyn als „Cadman Plaza“ bezeichnet. Heute beginnt die Fulton Street an der Kreuzung Adams Street und Joralemon Street in und verläuft in West-Ost-Richtung  durch den gesamten Norden von Brooklyn und endet an der Stadtbezirksgrenze zu Queens. Neben Downtown Brooklyn durchquert die Fulton Street im weiteren Verlauf die Stadtteile Fort Greene, Clinton Hill, Bedford–Stuyvesant, East New York und Cypress Hills. In Queens wird die Fulton Street zur 91st Avenue und endet im Stadtteil Woodhaven an der 84th Street.

## Beschreibung

### Fulton Mall
Die Fulton Mall ist eine Fußgängerzone, die sich am Beginn der Fulton Street zwischen der Flatbush Avenue und der Adams Street in Downtown Brooklyn befindet. Sie bildet ein Einkaufszentrum mit 230 Geschäften und ist nach dem Herald Square und einem Abschnitt der Madison Avenue das drittgrößte Handelszentrum von New York City. Das Zentrum der Einkaufsstraße ist der „Albee Square“. Auf der gesamten Länge von 750 m sind nur Busse, Lieferfahrzeuge und Rettungsfahrzeuge zugelassen.

### Parkanlagen
Entlang der Fulton Street befinden sich der Betty Carter Park und der Park Cuyler Gore (beide Fort Greene), die Parks Gateway Triangle und Crispus Attucks Playground (beide Clinton Hill), der Park Charles C. Pinn Triangle und der Fulton Park (beide Bedford-Stuyvesant), der Callahan-Kelly Playground und der Jewel Square Park (beide East New York).

### New York Subway
Entlang der Fulton Street verkehren mehrere U-Bahn-Linien der New York Subway.
- Unter der Fulton Mall verlaufen die Linie 2 und Linie 3 (Stationen Hoyt Street, Nevins Street) sowie die Linie 4 und Linie 5 (Nevins Street).
- Auf einem relativ kurzen Abschnitt zwischen der Flatbush Avenue und der St. Felix Street verkehren die Linien B, D, N, Q und R. Nächstgelegene Haltestelle ist hier „DeKalb Avenue“.
- Von der Lafayette Avenue bis zur Broadway Junction verlaufen unter der Fulton Street die Linie A (Washington Heights–Far Rockaway) und Linie C (Washington Heights–Euclid Avenue, East New York).
- Zwischen der Alabama Avenue im Stadtteil East New York und der Crescent Street im Stadtteil Cypress Hills verläuft auf 2,5 km der Fulton Street als Hochbahn die U-Bahn-Linie J/Z (BMT Nassau Street Line und BMT Jamaica Line). Sie führt von der Nassau Street in Lower Manhattan zur Station Jamaica Center/Parsons Boulevard in Queens.

### Sonstiges

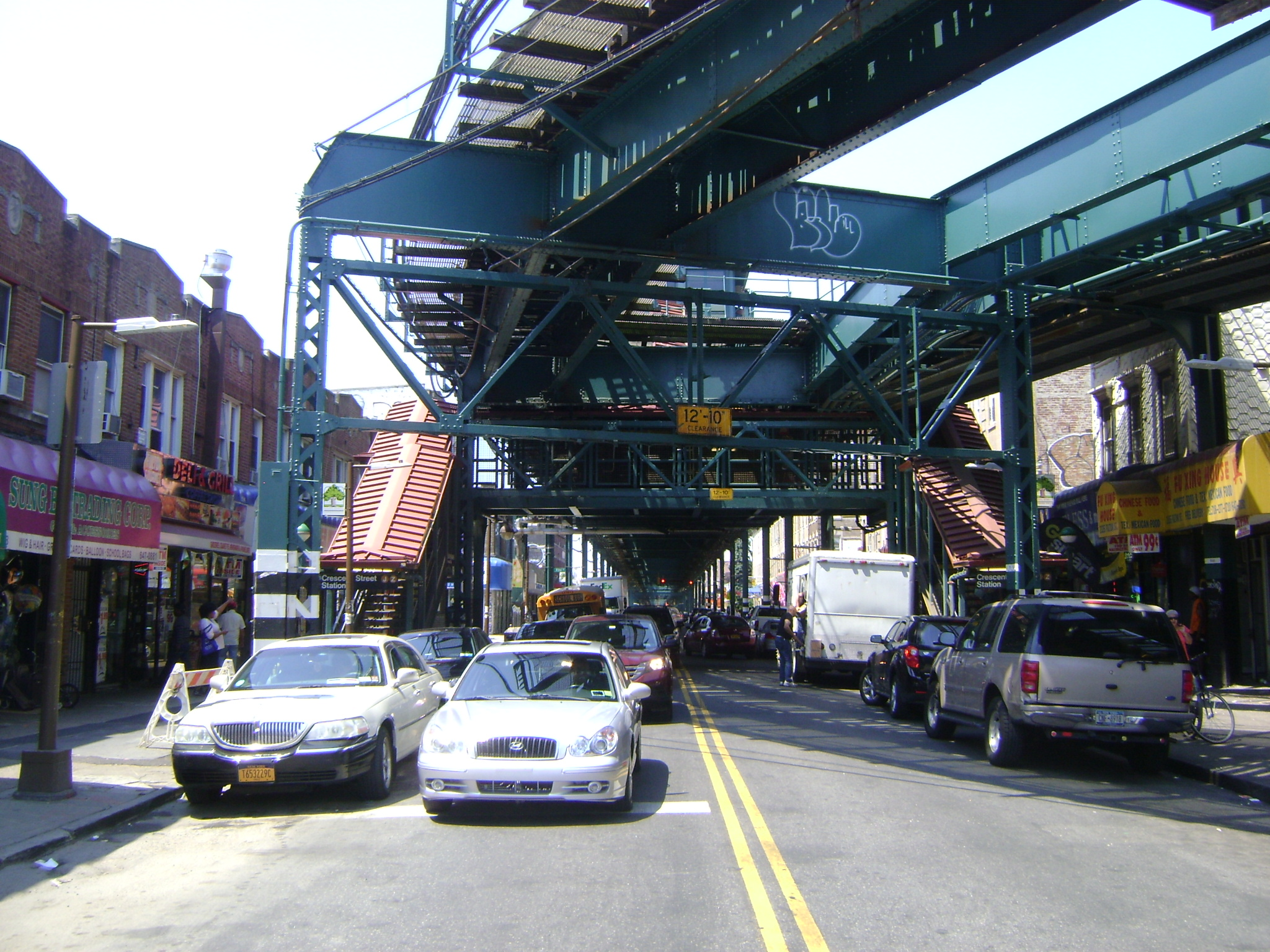
Fulton Street mit Hochbahn und Crescent Street Station in Cypress Hills

- „Offerman Building“ in der Fulton Street 503. Historisches neoromanisches Geschäftshaus mit acht Etagen, entworfen vom Architekten Peter J. Lauritzen und erbaut 1890–1893. Das Gebäude steht seit 2005 unter Denkmalschutz (New York City Historic Landmark).
- Von der Flatbush Avenue bis zur Franklin Avenue wird die Fulton Street zu einer Hauptverkehrsader von Fort Greene und Clinton Hill.
- Zwischen der Alabama Avenue und der Kreuzung Hale Avenue/Arlington Avenue ist die Fulton Street in Richtung Queens eine Einbahnstraße.
- Ab 1876 überspannte die Hochbahn „Fulton Street Elevated“, auch einfach „El“ genannt, die Fulton Street. Sie wurde von der Kings County Elevated Railway betrieben und war der Vorgänger der heutigen unterirdischen U-Bahn-Linien A und C. Die Hochbahn wurde 1940 mit Ausnahme eines 2,5 km langen Teilstücks in Cypress Hills demontiert.[2]